# Vannoccio Biringuccio

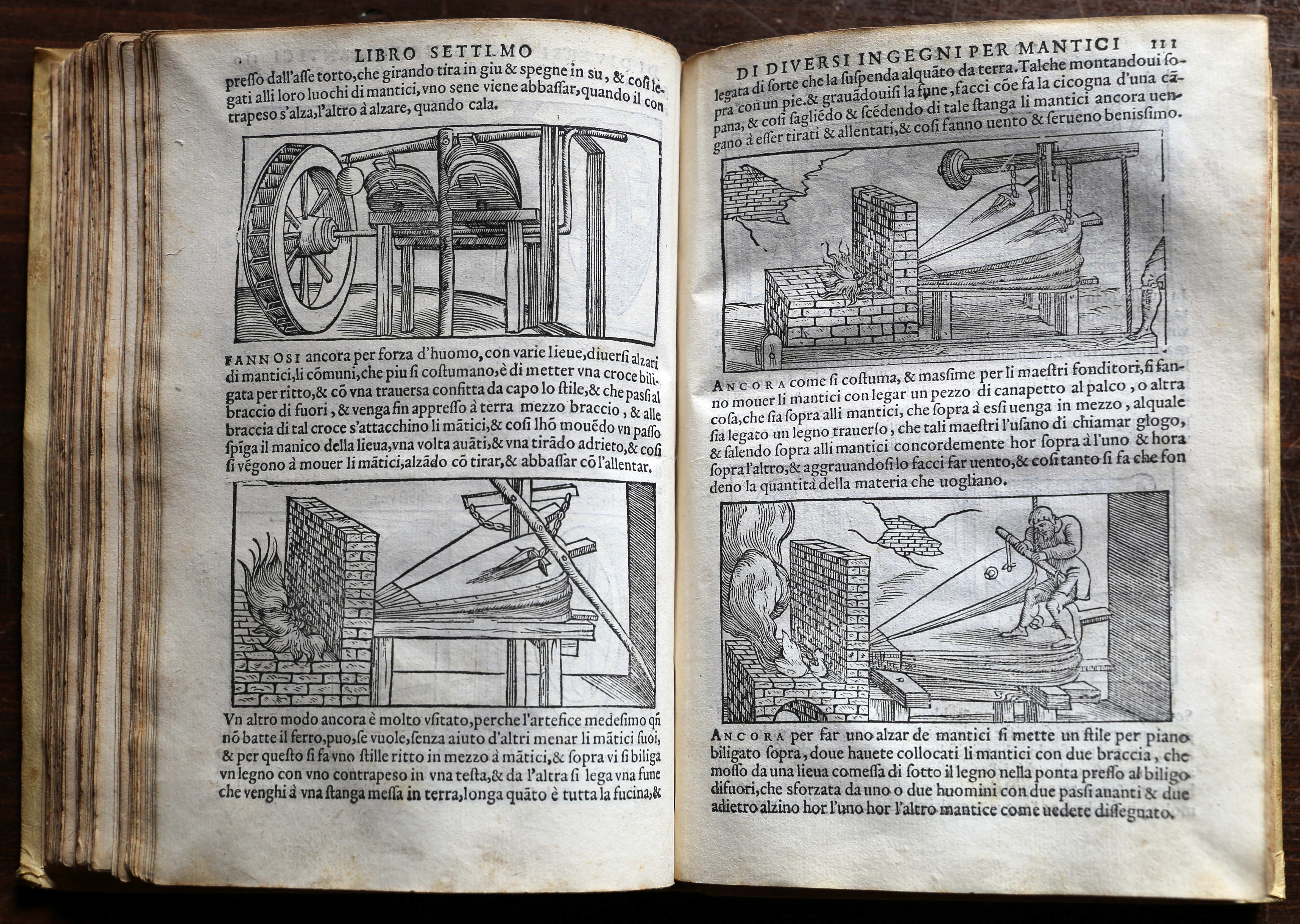
Pirotechnia

Vannoccio Biringuccio, de vegades escrit com Vannocio Biringuccio (1480 - 1539), va ser un metal·lúrgic italià. És conegut sobretot pel seu llibre sobre els metalls, De la Pirotechnia, publicat el 1540, que conté la primera descripció del mètode per aïllar l'antimoni. Biringuccio és considerat per alguns com el pare de la indústria de la fundició, ja que De la pirotechnia és el primer relat escrit sobre la pràctica correcta de la fundició. En la seva carrera laboral, va estar a càrrec d'una mina de ferro prop de Siena, i també a càrrec de la seca i el seu arsenal. A continuació va estar a càrrec de la fundició de canons de Venècia i, més tard, de la de Florència.

## Biografia

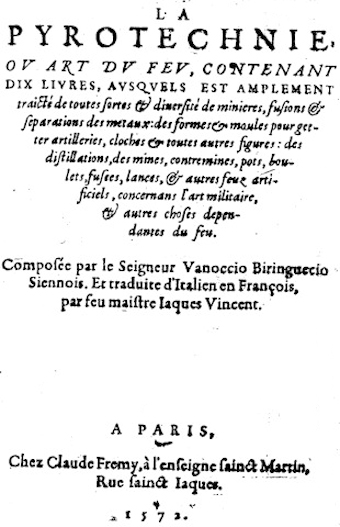
Portada de l'edició francesa de De la pirotechnia

Biringuccio va néixer a Siena. El seu pare, de qui es creu que va ser un arquitecte, va ser Paolo Biringuccio i la seva mare va ser Lucrecia da Bartolommeo Biringuccio. Va ser batejat el 20 d'octubre 1480.
Era seguidor de Pandolfo Petrucci, el cap de la poderosa família Petrucci. Pandolfo el va contractar com a metal·lúrgic. Quan va morir Pandolfo, Biringuccio va quedar lligat a la família Petrucci, treballant per al fill de Pandolfo, Borghese Petrucci. No obstant això, l'aixecament de 1515 va obligar els Borghese a fugir de Siena, portant a Biringuccio amb ells. Biringuccio va viatjar per Itàlia i va visitar Sicília el 1517.
El 1523 el Papa Climent VII es va encarregar del restabliment de la família Petrucci, i juntament amb ells Biringuccio va poder tornar de l'exili. El 1524 se li va concedir el monopoli de la producció de salnitre en tot el territori de Siena. Tot i així, aquesta etapa va ser de curta durada ja que el 1526 els habitants de Siena es van rebel·lar un altre cop i van fer fora de nou la família Petrucci. La família va fer un intent (amb l'ajuda de Biringuccio) per intentar recuperar Siena per la força, però aquest intent va fracassar.
El 1530, Siena va entrar en una fase més tranquil·la, i Biringuccio hi va poder tornar. Va arribar a senador de la ciutat al gener-febrer de 1531, i va poder participar en diversos projectes.
El 1536, l'Església li va oferir un treball a Roma, així, el 1538 es va convertir en cap de la foneria papal, i en director de l'arsenal de municions del Papa.
El lloc i la data exactes de la mort és desconeguda, tot el que se'n sap és que un document de data 1539 esmenta la seva mort.